# Тербуталин

Молекула Тербуталина

Тербуталин (Terbutalin)*. 1-(3,5-Диоксифенил)-2-(трет-бутиламино)-этанол.
Синонимы: Бриканил, Arubendol, Asthmasian, Betasmac, Bricalin, Brican, Bricanyl, Bricar, Dracanyl, Spiranyl, Terbasmin, Terbutol, Tergil и др.

## Общая информация
По химической структуре и фармакологическим свойствам близок к сальбутамолу. Оказывает бронхолитическое и токолитическое действие.
В качестве бронхолитического средства применяется в виде аэрозоля и таблеток. Взрослым назначают по 1—2 таблетки (по 2,5 мг) 1—2—3 раза в день. Детям в возрасте от 3 до 7 лет — по 1/4—1/2 таблетки, от 7 до 15 лет — по 1/2 таблетки 2—3 раза в день. При бронхиальной астме начинают иногда с введения под кожу по 1/2 ампулы (0,25 мг) не более 3 раз в день (взрослому).
Имеются данные об успешном применении тербуталина в виде аэрозоля при хронических обструктивных заболеваниях лёгких у больных инфарктом миокарда. Наряду с улучшением альвеолярной вентиляции отмечено увеличение сократимости миокарда левого желудочка и улучшение гемодинамических показателей.
В качестве токолитического средства (в акушерской практике) применяют в виде капельных внутривенных инфузий (10—25 мкг в минуту в изотоническом растворе глюкозы или натрия хлорида) с переходом в дальнейшем на подкожные инъекции (по 250 мкг = 1/2 ампулы) 4 раза в день в течение 3 дней. Одновременно назначают внутрь по 5 мг 3 раза в день.

## Противопоказания
Возможные побочные эффекты и противопоказания такие же, как и для других b-адреностимуляторов.

## Форма выпуска
Формы выпуска: в аэрозольных упаковках; таблетки по 0,0025 г (2,5 мг) в упаковке по 20 штук; 0,05% раствор (0,5 мг) тербуталина сульфата в ампулах, содержащих по 1 мл, в упаковке по 10 ампул.

## Стереохимия
Тербуталин содержит стереоцентр и состоит из двух энантиомеров. Это рацемат, то есть смесь 1:1 (R)- и (S)-форм:
| Энантиомеры тербуталина | Энантиомеры тербуталина |
| ----------------------- | ----------------------- |
| CAS-Nummer: 37394-31-3  | CAS-Nummer: 90877-48-8  |